# Jan Van Oost
Jan Van Oost (Deinze, 1961) is een Vlaams beeldhouwer van hedendaagse kunst. Hij werkt in Gent.

## Toelichting
De plastisch kunstenaar volgde een opleiding schilderkunst. Al vlug toont hij een voorliefde voor de beeldhouwkunst en installaties. De ruimtewerking en de dialoog tussen het kunstwerk en de omringende ruimte of plaats boeit hem vooral.

De dood in al zijn vormen, de vergankelijkheid, de verleiding en de notie van pijn als ultiem bestaansbewijs zijn nadrukkelijk aanwezig in zijn beeldend werk. De dood gaat in zijn werk schuil achter een façade van weelde en uiterlijk vertoon. In zijn gebeeldhouwde torso's worden erotiek en dood met elkaar verbonden zonder moraliserend over te komen. De kunstwerken met een beladen symboliek zijn vervaardigd met duurzame en rijke materialen zoals zilver, marmer, kristal, zijde en parels.
Op 27 juni 2012 is het kunstwerk Salomé van Jan Van Oost verdwenen uit de tentoonstelling in de Sint-Baafskathedraal in Gent.
- Gemeinsame Normdatei: 1019261293
- International Standard Name Identifier: 0000 0003 6507 8514
- Library of Congress Control Number: no2015058083
- Nationale Bibliotheek van Israël: 987007364108705171
- Nederlandse Thesaurus van Auteursnamen: 075206870
- RKD-Nederlands Instituut voor Kunstgeschiedenis: 101520
- Virtual International Authority File: 229394512
- WorldCat: E39PBJjt8RkHjTftwHC7yj74MP